# Херст-тауэр (Нью-Йорк)
Херст-тауэр (англ. Hearst Tower) — спроектированное Норманом Фостером здание на Манхэттене, рядом с площадью Колумба. В здании располагается штаб квартира «Hearst Corporation», которая объединяет множество печатных изданий и компаний, включая «Cosmopolitan», «Esquire» и «Сан-Франциско кроникл», «Marie Claire», «Harper's Bazaar» и другие.
При строительстве в качестве несущей конструкции применена диагональная сетка.

## Галерея
- Интерьер вестибюля из "Cafe 57"
- Экстерьер нижней части здания